# اونگسواو (استان کویافسکو-پومورسکی)
اونگسواو (به لهستانی:  Unisław) یک روستا در لهستان است که در گمینا اونگسواو واقع شده‌است. اونگسواو ۳٬۴۹۰ نفر جمعیت دارد.